# Otto Lummer

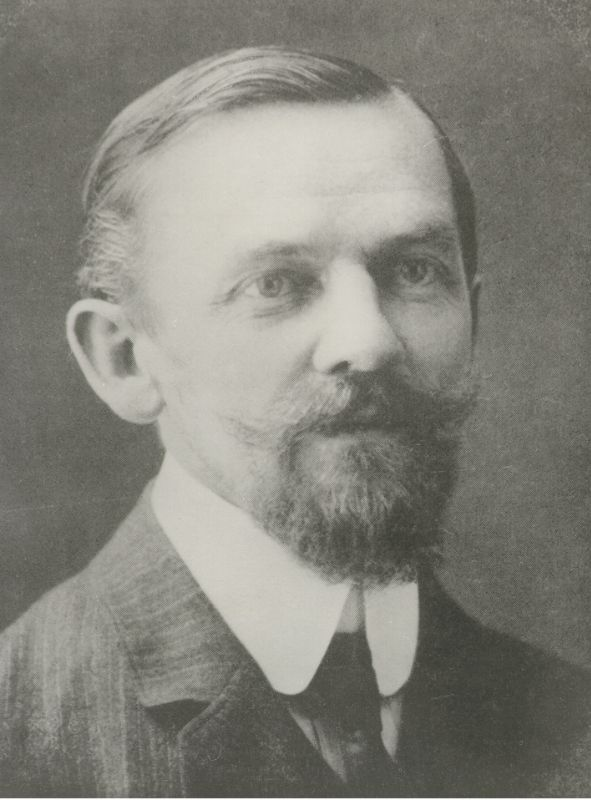
Otto Lummer (1902).

Otto Richard Lummer, född 17 juli 1860 i Gera, död 5 juli 1925 i Breslau, var en tysk fysiker. 
Lummer studerade i Tübingen och Berlin, där han 1884 blev filosofie doktor och assistent hos Hermann von Helmholtz, vilken han 1887 följde till den fysikalisk-tekniska riksanstalten i Charlottenburg, där han 1894 utnämndes till professor. Från 1904 var han professor i fysik vid universitetet i Breslau. 
Lummers huvudarbeten behandlar ljusets interferens (Ein neues Interferenzspektroskop, 1901, Ein neues Interferenzphoto- und Pyrometer, samma år, Interferenzmethode zur Auflösung feinster Spectrallinien, samma år), fotometri (konstruktion av en fotometer 1889 i samarbete med Eugen Brodhun), men framför allt lagarna för strålningen av en svartkropp. Till en början visade han tillsammans med Wilhelm Wien 1890, hur man fysiskt kan realisera den ideala svartkroppen. Sedermera visade han i arbeten tillsammans med Ernst Pringsheim 1899 och med Ferdinand Kurlbaum 1901, att Stefan-Boltzmanns lag är riktig. 
I ett annat arbete med Pringsheim (1900 och 1903) visade Lummer, att Wiens lag om energins fördelning i spektrum av strålningen från en svartkropp ej är riktig för stora våglängder och höga temperaturer. Lummer sammanfattade dessa arbeten (till 1900) i avhandlingen Le rayonnement des corps noirs (i förhandlingarna vid den internationella fysikerkongressen i Paris 1900). Han författade vidare andra bandet i Müller-Pouillets "Lehrbuch der Physik und Meteorologie" (1897; andra upplagan 1907) och Die Ziele der Leuchttechnik (1903) samt utgav "Vorlesungen Abbes über die Theorie des Mikroskops" (1910).